# 6 uur van de Nürburgring 2017
De 6 uur van de Nürburgring 2017 was de vierde race van het FIA World Endurance Championship-seizoen 2017. De race werd verreden op 16 juli 2017 op de Nürburgring nabij Nürburg, Duitsland.
De race werd gewonnen door de Porsche LMP Team #2 van Earl Bamber, Timo Bernhard en Brendon Hartley. De LMP2-klasse werd gewonnen door de Jackie Chan DC Racing #38 van Oliver Jarvis, Thomas Laurent en Ho-Pin Tung. De LMGTE Pro-klasse werd gewonnen door de AF Corse #51 van James Calado en Alessandro Pier Guidi. De LMGTE Am-klasse werd gewonnen door de Dempsey-Proton Racing #77 van Matteo Cairoli, Marvin Dienst en Christian Ried.

## Kwalificatie
Tijden vetgedrukt betekent de snelste tijd in die klasse.
| Pos. | Klasse    | No. | Team                      | Tijd      | Grid |
| ---- | --------- | --- | ------------------------- | --------- | ---- |
| 1    | LMP1      | 7   | Toyota Gazoo Racing       | 1:38.118  | 1    |
| 2    | LMP1      | 2   | Porsche LMP Team          | 1:38.272  | 2    |
| 3    | LMP1      | 1   | Porsche LMP Team          | 1:38.278  | 3    |
| 4    | LMP1      | 8   | Toyota Gazoo Racing       | 1:38.703  | 4    |
| 5    | LMP2      | 38  | Jackie Chan DC Racing     | 1:45.197  | 5    |
| 6    | LMP2      | 31  | Vaillante Rebellion       | 1:45.649  | 6    |
| 7    | LMP2      | 13  | Vaillante Rebellion       | 1:45.690  | 7    |
| 8    | LMP2      | 35  | Signatech Alpine Matmut   | 1:45.777  | 8    |
| 9    | LMP2      | 25  | CEFC Manor TRS Racing     | 1:45.861  | 9    |
| 10   | LMP2      | 36  | Signatech Alpine Matmut   | 1:45.940  | 10   |
| 11   | LMP2      | 37  | Jackie Chan DC Racing     | 1:46.690  | 11   |
| 12   | LMP2      | 28  | TDS Racing                | 1:46.714  | 12   |
| 13   | LMP2      | 24  | CEFC Manor TRS Racing     | 1:47.325  | 13   |
| 14   | LMP1      | 4   | ByKolles Racing Team      | 1:47.485  | 14   |
| 15   | LMP2      | 34  | Tockwith Motorsports      | 1:48.104  | 15   |
| 16   | LMGTE Pro | 92  | Porsche GT Team           | 1:54.007  | 16   |
| 17   | LMGTE Pro | 95  | Aston Martin Racing       | 1:54.352  | 17   |
| 18   | LMGTE Pro | 91  | Porsche GT Team           | 1:54.518  | 18   |
| 19   | LMGTE Pro | 66  | Ford Chip Ganassi Team UK | 1:54.694  | 19   |
| 20   | LMGTE Pro | 71  | AF Corse                  | 1:54.757  | 20   |
| 21   | LMGTE Pro | 67  | Ford Chip Ganassi Team UK | 1:54.807  | 21   |
| 22   | LMGTE Pro | 51  | AF Corse                  | 1:55.037  | 22   |
| 23   | LMGTE Pro | 97  | Aston Martin Racing       | 1:55.382  | 23   |
| 24   | LMGTE Am  | 98  | Aston Martin Racing       | 1:56.721  | 24   |
| 25   | LMGTE Am  | 77  | Dempsey-Proton Racing     | 1:57.129  | 25   |
| 26   | LMGTE Am  | 54  | Spirit of Race            | 1:57.958  | 26   |
| 27   | LMGTE Am  | 86  | Gulf Racing UK            | 1:58.027  | 27   |
| 28   | LMGTE Am  | 61  | Clearwater Racing         | 1:58.335  | 28   |
| 29   | LMP2      | 26  | G-Drive Racing            | Geen tijd | 29   |

## Uitslag
Winnaars in hun klasse zijn vetgedrukt; LMP1 is rood, LMP2 is blauw, LMGTE Pro is groen en LMGTE Am is oranje.
| Pos. | Klasse    | No. | Team                      | Coureurs                                             | Chassis                       | Banden | Ronden | Tijd/Reden  |
| Pos. | Klasse    | No. | Team                      | Coureurs                                             | Motor                         | Banden | Ronden | Tijd/Reden  |
| ---- | --------- | --- | ------------------------- | ---------------------------------------------------- | ----------------------------- | ------ | ------ | ----------- |
| 1    | LMP1      | 2   | Porsche LMP Team          | Earl Bamber Timo Bernhard Brendon Hartley            | Porsche 919 Hybrid            | M      | 204    | 6:00:09.607 |
| 1    | LMP1      | 2   | Porsche LMP Team          | Earl Bamber Timo Bernhard Brendon Hartley            | Porsche 2.0 L Turbo V4        | M      | 204    | 6:00:09.607 |
| 2    | LMP1      | 1   | Porsche LMP Team          | Neel Jani André Lotterer Nick Tandy                  | Porsche 919 Hybrid            | M      | 204    | +1.606      |
| 2    | LMP1      | 1   | Porsche LMP Team          | Neel Jani André Lotterer Nick Tandy                  | Porsche 2.0 L Turbo V4        | M      | 204    | +1.606      |
| 3    | LMP1      | 7   | Toyota Gazoo Racing       | Mike Conway Kamui Kobayashi José María López         | Toyota TS050 Hybrid           | M      | 204    | +1:04.768   |
| 3    | LMP1      | 7   | Toyota Gazoo Racing       | Mike Conway Kamui Kobayashi José María López         | Toyota 2.4 L Turbo V6         | M      | 204    | +1:04.768   |
| 4    | LMP1      | 8   | Toyota Gazoo Racing       | Sébastien Buemi Anthony Davidson Kazuki Nakajima     | Toyota TS050 Hybrid           | M      | 199    | +5 ronden   |
| 4    | LMP1      | 8   | Toyota Gazoo Racing       | Sébastien Buemi Anthony Davidson Kazuki Nakajima     | Toyota 2.4 L Turbo V6         | M      | 199    | +5 ronden   |
| 5    | LMP2      | 38  | Jackie Chan DC Racing     | Oliver Jarvis Thomas Laurent Ho-Pin Tung             | Oreca 07                      | D      | 191    | +13 ronden  |
| 5    | LMP2      | 38  | Jackie Chan DC Racing     | Oliver Jarvis Thomas Laurent Ho-Pin Tung             | Gibson GK428 4.2 L V8         | D      | 191    | +13 ronden  |
| 6    | LMP2      | 31  | Vaillante Rebellion       | Filipe Albuquerque Julien Canal Bruno Senna          | Oreca 07                      | D      | 190    | +14 ronden  |
| 6    | LMP2      | 31  | Vaillante Rebellion       | Filipe Albuquerque Julien Canal Bruno Senna          | Gibson GK428 4.2 L V8         | D      | 190    | +14 ronden  |
| 7    | LMP2      | 36  | Signatech Alpine Matmut   | Nicolas Lapierre Gustavo Menezes Matt Rao            | Alpine A470                   | D      | 190    | +14 ronden  |
| 7    | LMP2      | 36  | Signatech Alpine Matmut   | Nicolas Lapierre Gustavo Menezes Matt Rao            | Gibson GK428 4.2 L V8         | D      | 190    | +14 ronden  |
| 8    | LMP2      | 13  | Vaillante Rebellion       | Mathias Beche Pipo Derani David Heinemeier Hansson   | Oreca 07                      | D      | 190    | +14 ronden  |
| 8    | LMP2      | 13  | Vaillante Rebellion       | Mathias Beche Pipo Derani David Heinemeier Hansson   | Gibson GK428 4.2 L V8         | D      | 190    | +14 ronden  |
| 9    | LMP2      | 37  | Jackie Chan DC Racing     | Alex Brundle David Cheng Tristan Gommendy            | Oreca 07                      | D      | 189    | +15 ronden  |
| 9    | LMP2      | 37  | Jackie Chan DC Racing     | Alex Brundle David Cheng Tristan Gommendy            | Gibson GK428 4.2 L V8         | D      | 189    | +15 ronden  |
| 10   | LMP2      | 26  | G-Drive Racing            | Ben Hanley Roman Roesinov Pierre Thiriet             | Oreca 07                      | D      | 188    | +16 ronden  |
| 10   | LMP2      | 26  | G-Drive Racing            | Ben Hanley Roman Roesinov Pierre Thiriet             | Gibson GK428 4.2 L V8         | D      | 188    | +16 ronden  |
| 11   | LMP2      | 25  | CEFC Manor TRS Racing     | Roberto González Vitali Petrov Simon Trummer         | Oreca 07                      | D      | 188    | +16 ronden  |
| 11   | LMP2      | 25  | CEFC Manor TRS Racing     | Roberto González Vitali Petrov Simon Trummer         | Gibson GK428 4.2 L V8         | D      | 188    | +16 ronden  |
| 12   | LMP2      | 28  | TDS Racing                | Emmanuel Collard François Perrodo Matthieu Vaxivière | Oreca 07                      | D      | 188    | +16 ronden  |
| 12   | LMP2      | 28  | TDS Racing                | Emmanuel Collard François Perrodo Matthieu Vaxivière | Gibson GK428 4.2 L V8         | D      | 188    | +16 ronden  |
| 13   | LMP2      | 24  | CEFC Manor TRS Racing     | Tor Graves Jonathan Hirschi Roberto Merhi            | Oreca 07                      | D      | 183    | +21 ronden  |
| 13   | LMP2      | 24  | CEFC Manor TRS Racing     | Tor Graves Jonathan Hirschi Roberto Merhi            | Gibson GK428 4.2 L V8         | D      | 183    | +21 ronden  |
| 14   | LMP1      | 4   | ByKolles Racing Team      | Marco Bonanomi Dominik Kraihamer Oliver Webb         | ENSO CLM P1/01                | M      | 182    | +22 ronden  |
| 14   | LMP1      | 4   | ByKolles Racing Team      | Marco Bonanomi Dominik Kraihamer Oliver Webb         | Nismo VRX30A 3.0 L Turbo V6   | M      | 182    | +22 ronden  |
| 15   | LMGTE Pro | 51  | AF Corse                  | James Calado Alessandro Pier Guidi                   | Ferrari 488 GTE               | M      | 179    | +25 ronden  |
| 15   | LMGTE Pro | 51  | AF Corse                  | James Calado Alessandro Pier Guidi                   | Ferrari F154CB 4.0 L Turbo V8 | M      | 179    | +25 ronden  |
| 16   | LMGTE Pro | 91  | Porsche GT Team           | Richard Lietz Frédéric Makowiecki                    | Porsche 911 RSR               | M      | 179    | +25 ronden  |
| 16   | LMGTE Pro | 91  | Porsche GT Team           | Richard Lietz Frédéric Makowiecki                    | Porsche 4.0 L Flat-6          | M      | 179    | +25 ronden  |
| 17   | LMGTE Pro | 92  | Porsche GT Team           | Michael Christensen Kévin Estre                      | Porsche 911 RSR               | M      | 179    | +25 ronden  |
| 17   | LMGTE Pro | 92  | Porsche GT Team           | Michael Christensen Kévin Estre                      | Porsche 4.0 L Flat-6          | M      | 179    | +25 ronden  |
| 18   | LMGTE Pro | 95  | Aston Martin Racing       | Marco Sørensen Nicki Thiim                           | Aston Martin Vantage GTE      | D      | 178    | +26 ronden  |
| 18   | LMGTE Pro | 95  | Aston Martin Racing       | Marco Sørensen Nicki Thiim                           | Aston Martin 4.5 L Turbo V8   | D      | 178    | +26 ronden  |
| 19   | LMGTE Pro | 67  | Ford Chip Ganassi Team UK | Andy Priaulx Harry Tincknell                         | Ford GT                       | M      | 178    | +26 ronden  |
| 19   | LMGTE Pro | 67  | Ford Chip Ganassi Team UK | Andy Priaulx Harry Tincknell                         | Ford EcoBoost 3.5 L Turbo V6  | M      | 178    | +26 ronden  |
| 20   | LMGTE Pro | 66  | Ford Chip Ganassi Team UK | Stefan Mücke Olivier Pla                             | Ford GT                       | M      | 178    | +26 ronden  |
| 20   | LMGTE Pro | 66  | Ford Chip Ganassi Team UK | Stefan Mücke Olivier Pla                             | Ford EcoBoost 3.5 L Turbo V6  | M      | 178    | +26 ronden  |
| 21   | LMGTE Pro | 97  | Aston Martin Racing       | Jonathan Adam Daniel Serra Darren Turner             | Aston Martin Vantage GTE      | D      | 177    | +27 ronden  |
| 21   | LMGTE Pro | 97  | Aston Martin Racing       | Jonathan Adam Daniel Serra Darren Turner             | Aston Martin 4.5 L Turbo V8   | D      | 177    | +27 ronden  |
| 22   | LMGTE Am  | 77  | Dempsey-Proton Racing     | Matteo Cairoli Marvin Dienst Christian Ried          | Porsche 911 RSR               | D      | 175    | +29 ronden  |
| 22   | LMGTE Am  | 77  | Dempsey-Proton Racing     | Matteo Cairoli Marvin Dienst Christian Ried          | Porsche 4.0 L Flat-6          | D      | 175    | +29 ronden  |
| 23   | LMGTE Am  | 54  | Spirit of Race            | Francesco Castellacci Thomas Flohr Miguel Molina     | Ferrari 488 GTE               | M      | 175    | +29 ronden  |
| 23   | LMGTE Am  | 54  | Spirit of Race            | Francesco Castellacci Thomas Flohr Miguel Molina     | Ferrari F154CB 3.9 L Turbo V8 | M      | 175    | +29 ronden  |
| 24   | LMGTE Am  | 98  | Aston Martin Racing       | Paul Dalla Lana Pedro Lamy Mathias Lauda             | Aston Martin Vantage GTE      | D      | 174    | +30 ronden  |
| 24   | LMGTE Am  | 98  | Aston Martin Racing       | Paul Dalla Lana Pedro Lamy Mathias Lauda             | Aston Martin 4.5 L V8         | D      | 174    | +30 ronden  |
| 25   | LMGTE Pro | 71  | AF Corse                  | Davide Rigon Toni Vilander                           | Ferrari 488 GTE               | M      | 174    | +30 ronden  |
| 25   | LMGTE Pro | 71  | AF Corse                  | Davide Rigon Toni Vilander                           | Ferrari F154CB 3.9 L Turbo V8 | M      | 174    | +30 ronden  |
| 26   | LMGTE Am  | 61  | Clearwater Racing         | Matt Griffin Weng Sun Mok Keita Sawa                 | Ferrari 488 GTE               | M      | 173    | +31 ronden  |
| 26   | LMGTE Am  | 61  | Clearwater Racing         | Matt Griffin Weng Sun Mok Keita Sawa                 | Ferrari F154CB 3.9 L Turbo V8 | M      | 173    | +31 ronden  |
| 27   | LMGTE Am  | 86  | Gulf Racing               | Ben Barker Nick Foster Michael Wainwright            | Porsche 911 RSR               | D      | 173    | +31 ronden  |
| 27   | LMGTE Am  | 86  | Gulf Racing               | Ben Barker Nick Foster Michael Wainwright            | Porsche 4.0 L Flat-6          | D      | 173    | +31 ronden  |
| DNF  | LMP2      | 34  | Tockwith Motorsports      | Philip Hanson Nigel Moore                            | Ligier JS P217                | D      | 112    | Uitgevallen |
| DNF  | LMP2      | 34  | Tockwith Motorsports      | Philip Hanson Nigel Moore                            | Gibson GK428 4.2 L V8         | D      | 112    | Uitgevallen |
| DNF  | LMP2      | 35  | Signatech Alpine Matmut   | André Negrão Nelson Panciatici Pierre Ragues         | Alpine A470                   | D      | 61     | Uitgevallen |
| DNF  | LMP2      | 35  | Signatech Alpine Matmut   | André Negrão Nelson Panciatici Pierre Ragues         | Gibson GK428 4.2 L V8         | D      | 61     | Uitgevallen |

## Tussenstanden na wedstrijd
LMP (coureurs)
| Pos | Coureur                                          | Punten |
| --- | ------------------------------------------------ | ------ |
| 1   | Earl Bamber Timo Bernhard Brendon Hartley        | 108    |
| 2   | Sébastien Buemi Anthony Davidson Kazuki Nakajima | 78     |
| 3   | Oliver Jarvis Thomas Laurent Ho-Pin Tung         | 60     |
| 4   | Neel Jani André Lotterer Nick Tandy              | 46     |
| 4   | Mike Conway Kamui Kobayashi                      | 36,5   |

LMP1 (constructeurs)
| Pos | Team    | Punten |
| --- | ------- | ------ |
| 1   | Porsche | 154    |
| 2   | Toyota  | 114,5  |

GTE (coureurs)
| Pos | Coureur                                  | Punten |
| --- | ---------------------------------------- | ------ |
| 1   | Andy Priaulx Harry Tincknell             | 84     |
| 2   | Pipo Derani                              | 74     |
| 3   | Richard Lietz Frédéric Makowiecki        | 73     |
| 4   | Jonathan Adam Daniel Serra Darren Turner | 69     |
| 5   | James Calado Alessandro Pier Guidi       | 62     |

GTE (constructeurs)
| Pos | Constructeur | Punten |
| --- | ------------ | ------ |
| 1   | Ferrari      | 135    |
| 2   | Ford         | 135    |
| 3   | Aston Martin | 113    |
| 4   | Porsche      | 106    |

GT Pro (teams)
| Pos | Nr | Team                      | Punten |
| --- | -- | ------------------------- | ------ |
| 1   | 67 | Ford Chip Ganassi Team UK | 84     |
| 2   | 51 | AF Corse                  | 73     |
| 3   | 91 | Porsche GT Team           | 73     |
| 4   | 97 | Aston Martin Racing       | 69     |
| 5   | 71 | AF Corse                  | 64     |

LMP2 (coureurs)
| Pos | Coureur                                   | Punten |
| --- | ----------------------------------------- | ------ |
| 1   | Oliver Jarvis Thomas Laurent Ho-Pin Tung  | 116    |
| 2   | Julien Canal Bruno Senna                  | 70     |
| 3   | Gustavo Menezes Matt Rao                  | 57     |
| 4   | Nicolas Prost                             | 52     |
| 5   | Alex Brundle David Cheng Tristan Gommendy | 51     |

LMP2 (teams)
| Pos | Nr | Team                    | Punten |
| --- | -- | ----------------------- | ------ |
| 1   | 38 | Jackie Chan DC Racing   | 116    |
| 2   | 31 | Vaillante Rebellion     | 70     |
| 3   | 36 | Signatech Alpine Matmut | 57     |
| 4   | 37 | Jackie Chan DC Racing   | 51     |
| 5   | 26 | G-Drive Racing          | 46     |

GTE Am (coureurs)
| Pos | Coureur                                     | Punten |
| --- | ------------------------------------------- | ------ |
| 1   | Matteo Cairoli Marvin Dienst Christian Ried | 88     |
| 2   | Matt Griffin Weng Sun Mok Keita Sawa        | 88     |
| 3   | Paul Dalla Lana Pedro Lamy Mathias Lauda    | 86     |
| 4   | Duncan Cameron Marco Cioci Aaron Scott      | 50     |
| 5   | Francesco Castellacci Thomas Flohr          | 42     |

GTE Am (teams)
| Pos | Nr | Team                  | Punten |
| --- | -- | --------------------- | ------ |
| 1   | 61 | Clearwater Racing     | 102    |
| 2   | 77 | Dempsey-Proton Racing | 94     |
| 3   | 98 | Aston Martin Racing   | 92     |
| 4   | 54 | Spirit of Race        | 50     |
| 5   | 86 | Gulf Racing           | 46     |